# Koboldok és tündérek földjén
A Koboldok és tündérek földjén (angol címén Shadow of the Elves) 2004-ben angol–német–luxemburgi ko-produkcióban készült televíziós rajzfilmsorozat. Magyarországon a Minimax vetítette.
A műsor egy, a mi világunkkal párhuzamos varázslatos birodalomban, Mezőföldén játszódik, amelynek őslakosai, a békés tündérek összetűzésbe keverednek a harcias és hódító szándékkal érkező koboldokkal. A csavart az adja, hogy a tündérek egyik tagja és a koboldok hadvezére szerelembe estek egymással, és ezt a kapcsolatot el kell titkolniuk.
A sorozat 26 epizódot élt meg. A magyar bemutató ismeretlen, a Minimax itthon 2012-ben távolította el a műsort a programjáról. Az évek során (a csatorna régi sorozatainak nagy részéhez hasonlóan) feledésbe merült hazánkban a produkció. Ennek ellenére a Minimax régi nézői klasszikusként tekintenek rá.

## Epizódok
1. Az árulás - Az idők kezdete óta létezett már világunkon belül egy másik rejtett kis világ. Apró kis birodalom volt ez, amelyet úgy hívtak: Mezőfölde. A békés tündérek otthona volt, akik a szépség és a harmónia megvédésére tették fel életüket. Azonban 1000 évvel ezelőtt Kahn nagyúr koboldjai kiszorultak szülőföldjükről és a sötét erdőben építettek maguknak új erődített lakhelyet Mezőfölde határvidékén. A koboldok könyörtelen vezetője most elhatározta, hogy meghódítja ezt a csodás vidéket. A tündérek minden erejükkel azon vannak, hogy megőrizzék a békét Mezőföldén, azonban törzsük egyik tagját, akiben megbíztak, végtelen hatalomvágy szállta meg.
2. A támadás - A jelek arra mutatnak, hogy Kahn nagyúr, a koboldok gonosz uralkodója hamarosan meghódítja Mezőföldét. Menel, a tündérek vezére eszméletlen a mérgezéstől, és a Szent kút szelleme, Salmacis elenyészni látszik. A kút vize sötét és zavaros lett, akár az éjszaka. A gonosz Phaedon ármánykodása révén pedig immár az árulás gyanúja vetül az ifjú Thaliára is, amely megosztottságot szül a faluban. A tündértanács azonnal összeült, hogy értékelje a válságos helyzetet, és hogy megvédje Mezőföldét attól a szörnyűséges veszélytől, amelyet a tündérekre a koboldok árnyéka jelent...
3. Az építőmester - Az érzékeny egyensúlyt, mely Mezőföldét uralja, egy új veszély fenyegeti. A trollok, akik Mezőfölde határvidékén élnek, új és nagyszabású építkezésbe kezdtek. Ennek révén azonban már mind a koboldok, mind a tündérek otthona komoly veszélybe kerül. Meg kell hát védeniük hazájukat. Amikor Kotyvasztó, a koboldok tudós feltalálója elveszíti a legújabb gépezete egy jelentéktelen alkatrészét, a dolgok nem várt fordulatot vesznek...
4. Az orvosság - A sötét koboldok várában Kahn nagyúr súlyosan megbetegedett, ami azt jelenti, hogy egyelőre félre kell tenni hódító terveit. Kotyvasztó hiába próbál orvosságot találni a gazda betegsége ellen. Így hát nem marad más hátra, minthogy egy olyan nemes lélek vegye kezébe a sötét úr gyógyítását, aki képes felülemelkedni a tündéreket és koboldokat megosztó szörnyű háborúskodáson...
5. Az esőcsináló - Phaedon, a tündérek között megbúvó gonosz áruló olyan lehetőséget lát ebben, amellyel Kahn nagyúr kezére juttathatja Mezőföldét. Varázslótudása segítségével Phaedon olyan ördögi tervet eszel ki, amely minden gyanú fölé helyezi és az ifjú Thaliára tereli a bűnösség vádját. A szörnyű szárazság közepette Phaedon a varázserejével a természet saját erőit akarja a békés tündérek ellen fordítani, és kiterjeszti a koboldok árnyékát.
6. A gólem - Mezőfölde tündéreinek állandóan résen kell lenniük, amikor látszólag béke honol, a gonosz Kahn nagyúr akkor is aljas terveket sző a hódításra. Gyakran készített olyan különböző titkos szerkezeteket és készülékeket feltalálójával, Kotyvasztóval, amelyek segítségével lehetnek abban, hogy kiterjessze a koboldok árnyékát. Kotyvasztó jelenleg éppen legújabb találmányát mutatja be urának...
7. A gonosz hasonmás - A tündéreknek akkor is nagyon résen kell lenniük, amikor éppen nem fenyeget közvetlen támadás Kahn nagyúrtól, mivel a saját tündértanácsukban ott ül Phaedon, aki minden eszközt képes felhasználni, hogy hatalomhoz jusson. Varázslótudása révén komoly ellenfél lehet, amikor azonban nem képes uralkodni a felszabadított energiák felett, katasztrófa fenyegethet. A gonosz erők igen sok formában jelenhetnek meg...
8. A bogár hadművelet - A sötét koboldok újabb és újabb módszereket eszelnek ki hadseregük fejlesztésére. Kahn ezért olyan küldetéssel bízza meg Daiman kapitányt, melynek célja a hadsereg lovasságának terjesztése. Egy bogárrajt szemelt ki erre a célra, de kérdéses, hogy vajon sikeres lehet-e a haditerv Mezőfölde meghódítására. A bogarak a mezőség közepén laknak és nagy számban volna szükség rájuk a kobold hadsereghez. Daiman kapitány és hű kísérője, Balabust mélyen behatoltak Mezőfölde térségébe, és ott próbálkoznak a bogarak harci állattá idomításával...
9. A titkos átjáró - Mezőföldére gyakran olyankor is veszély leselkedik, amikor a koboldok és a tündérek közt béke van. A titkos vonzalmak néha a legváratlanabb helyeken és időben alakulnak ki. Amikor egy csodaszép vándorcigánylány érkezik a faluba, elbűvöli Phaedont, de semmi sem olyan egyszerű, mint aminek látszik és hőseinknek még sok veszélyt kell legyőzniük. Miközben Rowan vadászni indul Zümmögővel, Phaedon titokban éppen Thaliával találkozik...
10. A csínytevő manók - Sok száz évvel ezelőtt az égi tűz és titkos csatornák idején furcsa dolgok történtek. Különös lények özönlöttek felől és rég elfeledett varázslatok segítségével a legkülönfélébb alakokat öltötték föl. Kahn nagyúr pillanatnyilag nem tud támadást indítani Mezőfölde ellen, a tündéreknek mégis újabb ijesztő dolgokkal kell szembenézniük.
11. A nagy fürdetés - A tündérek békés társadalmat alkotnak és minden ellenség ellen megvédik hazájukat. A koboldok várában Kahn nagyúr ezzel szemben állandóan hódító terveket szövöget Mezőfölde elfoglalására. Még Kahn nagyúr figyelmét is elvonhatják azonban terveitől olyan jelentéktelen dolgok, mint a háziállata, még az ilyen kicsi lények is okozhatnak galibát...
12. A varázsfőzet - Salmacis, a kút szelleme, a tündérek és egyben egész Mezőfölde védelmezője is. A tündérek így minden évben varázsszertartáson biztosítják a kút és Salmacis jólétét. Amikor Kahn nagyúr tudomást szerez erről, újabb lehetőséget lát arra, hogy megszerezze az uralmat Mezőfölde felett, és hogy kiterjeszthesse ide is a koboldok árnyékát. A tündértanács ebben az évben is összegyűlt eldönteni azt, kit illessen a megtiszteltetés, hogy összegyűjthesse a kút újjáélesztéséhez szükséges varázsfőzet összetevőit.